# Tâm lý vị kỷ
Tâm lý vị kỷ cho rằng con người luôn được thúc đẩy bởi những tư lợi và ích kỷ cá nhân, ngay cả trong những hành động dường như là của lòng vị tha. Như khi một người chọn cách giúp đỡ người khác, cuối cùng họ làm như vậy là vì lợi ích cá nhân mà chính bản thân họ mong đợi có được, trực tiếp hay gián tiếp, từ việc làm đó. Đây là quan điểm mô tả chứ không phải là quan điểm có tính quy phạm, vì nó chỉ đưa ra những tuyên bố về cách mọi thứ diễn ra thế nào, chứ không phải sao chúng trở thành như vậy. Tuy nhiên, nó liên quan đến một số hình thức chuẩn mực khác của chủ nghĩa vị kỷ, như chủ nghĩa vị kỷ đạo đức và chủ nghĩa vị kỷ hợp lý.
Một hình thức cụ thể của tâm lý vị kỷ là chủ nghĩa khoái lạc tâm lý, quan điểm cho rằng động lực sau cùng trong mọi hành động tự nguyện của con người là mong muốn khao khát trải nghiệm niềm vui lạc thú hoặc tránh đi đau đớn. Nhiều cuộc thảo luận về tâm lý vị kỷ đã tập trung vào loại hình này, nhưng cả hai không giống nhau: các nhà lý thuyết đã giải thích hành vi thúc đẩy bởi lợi ích cá nhân mà không sử dụng niềm vui và nỗi đau là nguyên nhân cuối cùng của hành vi. Chủ nghĩa khoái lạc tâm lý cho rằng hành động được gây ra bởi cả nhu cầu tìm đến niềm vui ngay lập tức và trong tương lai. Tuy nhiên, sự hài lòng thỏa mãn ngay lập tức có thể được hy sinh để có được cơ hội lớn hơn, đó là niềm vui trong tương lai. Hơn nữa, con người không được thúc đẩy để tránh đau đớn và chỉ theo đuổi niềm vui, nhưng, thay vào đó, con người sẽ chịu đựng nỗi đau để đạt được niềm vui lớn nhất. Như vậy, tất cả các hành động là công cụ để tăng niềm vui hoặc giảm đau đớn, ngay cả những hành động được xác định là của lòng vị tha và những hành động mà không gây ra thay đổi ngay lập tức về mức độ hài lòng.